# Síndrome de la nariz blanca

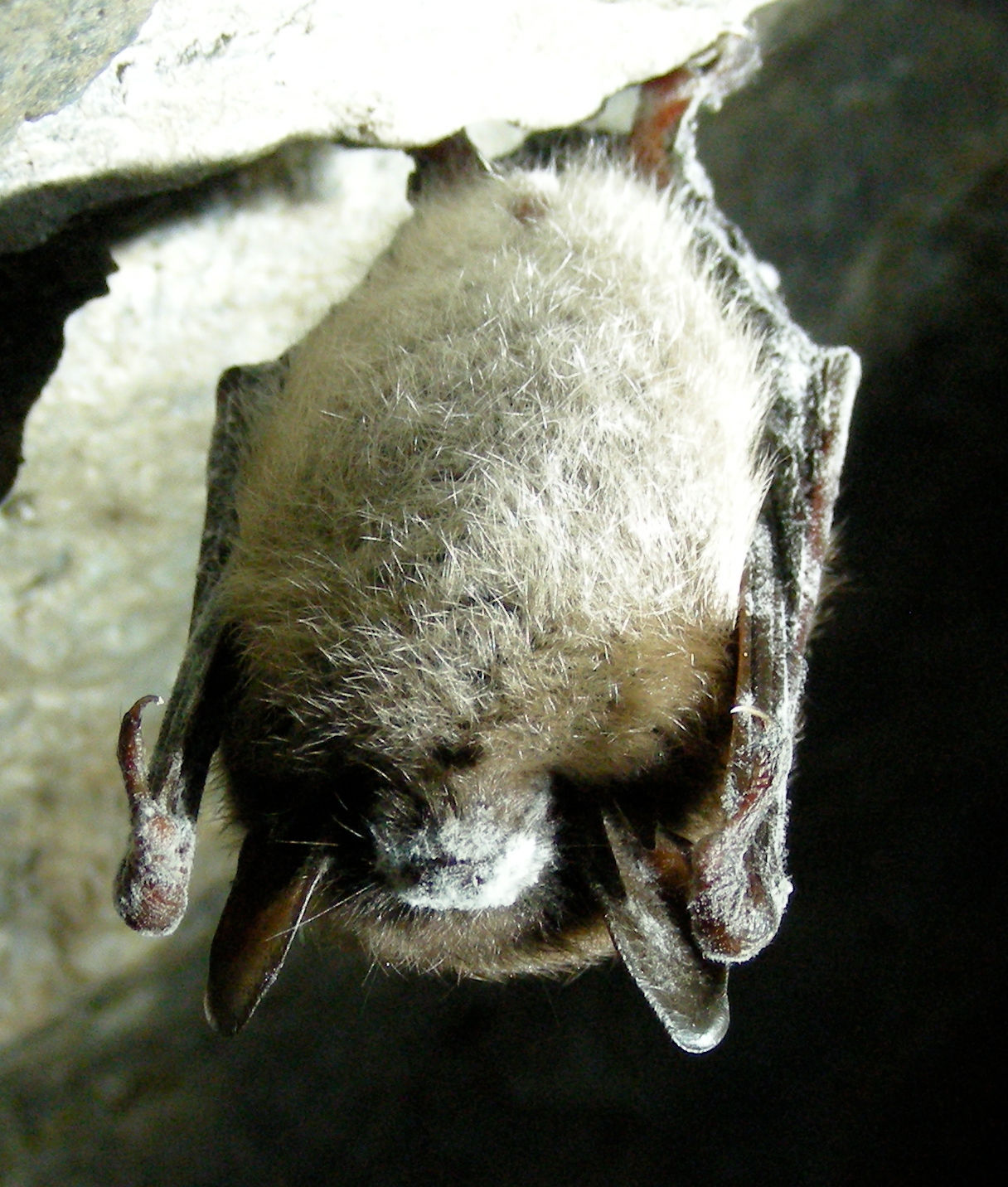
Murciélago afectado.

El síndrome de la nariz blanca es una enfermedad poco conocida asociada con la muerte de al menos 5,7 a 6,7 millones de murciélagos de América del Norte. La condición, llamada así por un crecimiento característico de hongos alrededor de las bocas y en las alas de los murciélagos en hibernación, fue identificado por primera vez en una cueva en Schoharie County, Nueva York, Estados Unidos, en febrero de 2006.
Se ha extendido rápidamente, y a mediados de la primavera de 2010, la situación había sido encontrada en más de 115 cuevas y minas que van en su mayoría a lo largo de Noreste de los Estados Unidos y por el sur hasta Alabama y el oeste de Misuri y en cuatro provincias canadienses.
De acuerdo con una investigación de laboratorio a finales de 2011, el síndrome parece ser causado por un hongo llamado Geomyces destructans,  pero ningún tratamiento obvio o medio de prevención de la transmisión se conoce. La tasa de mortalidad de algunas especies ha sido observado en un 95%. 
El Servicio de Pesca y Vida Silvestre de los Estados Unidos ha pedido una moratoria en las actividades de espeleología en las zonas afectadas, y recomienda encarecidamente que cualquier ropa o equipo utilizado en áreas tales sean descontaminados después de cada uso. La Sociedad Espeleológica Nacional (NSS) mantiene una página al día para mantener informados a los espeleólogos de los acontecimientos actuales y noticias.

## Impacto

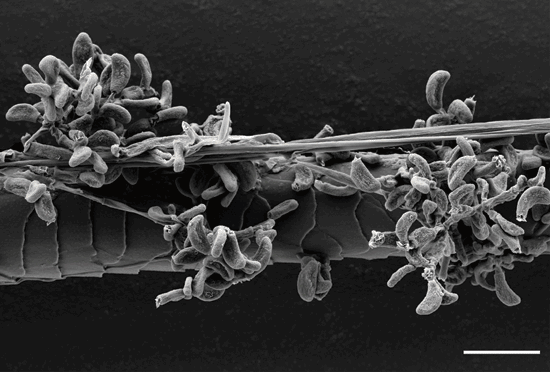
El hongo Geomyces destructans que produce la extraña enfermedad.

El hongo Geomyces destructans solo puede crecer en temperaturas bajas, entre 4 a 15 °C (39-59 °F). El hongo no tolera temperaturas por encima de los 20 °C (68 °F), y parece estar adaptado a atacar a los murciélagos que hibernan. La infección hace que los murciélagos se despierten de un letargo con demasiada frecuencia (hibernación temporal). Los síntomas asociados incluyen pérdida de grasa corporal, el comportamiento inusual en invierno (incluyendo el vuelo), daño y cicatrización de las membranas de las alas, y la muerte.
La enfermedad apareció por primera vez en las noticias después de enero de 2007, luego de unos casos en algunas cuevas de Nueva York. Se extendió a otras nuevas cuevas de la ciudad como en Vermont, Massachusetts y Connecticut en 2008. A principios de 2009 se confirmó en Nuevo Hampshire, Nueva Jersey, Pensilvania, Virginia Occidental y en marzo de 2010 en Ontario, Canadá y el norte de Tennessee. En febrero de 2012, los nuevos casos aparecieron en el noreste de Ohio.
La tasa de mortalidad en algunas cuevas ha superado el 90%. La mayoría de las especies han sufrido un colapso en cuanto a la población y pueden correr el riesgo de una rápida extinción en el noreste de los Estados Unidos dentro de 20 años, a partir de la mortalidad asociada con la enfermedad. En este momento hay nueve especies de murciélagos confirmados con la infección del destructans Geomyces y al menos cinco de esas especies han sufrido una mayor mortalidad. Algunas de las especies que ya están en peligro de extinción en la lista de especies de los Estados Unidos, incluye el murciélago de la Indiana, cuyo principal hibernáculo en Nueva York se ha visto afectado. El impacto a largo plazo en la reducción de las poblaciones de murciélagos puede ir en aumento, posiblemente dando lugar a daños en los cultivos.
Las colonias de murciélagos han sido diezmadas por todo el noreste de los Estados Unidos, y el síndrome se ha extendido a estados del Atlántico medio y el norte de Canadá. Las estimaciones del Servicio Forestal indican que al menos 2,4 millones de libras de insectos (1,1 millones de kg) se convierten en una carga financiera para los agricultores. Por otra parte, la enfermedad podría amenazar una especie ya en peligro, como los murciélagos de la Indiana y el murciélago orejudo Corynorhinus townsendii virginianus, el murciélago oficial del estado de Virginia. Algunas especies de murciélagos se están adaptando para frenar la propagación de la enfermedad.